# ヘルスケア
ヘルスケア（英語: health care）とは、健康の維持や増進のための行為や健康管理のこと。
東洋では、養生、あるいは未病といった概念によって、健康時からの健康の維持や増進が図られてきた。近年になり西洋でも、健康の維持・増進や予防医学にも注意が払われるようになってきている。

## 未病
健康の維持や増進はもともとは東洋医学が得意としている分野である。東洋には病気になる前の状態を呼ぶための「未病」という表現がある。そして中国には昔から「上工治未病（上工は未病を治す）」という言葉がある。つまり良い医者というのは、発病してからではなく未病の段階で異常を察知し対処するものだ、ということを言っている。
それに対して西洋医学では、未病を見過ごしてしまい、発病してからはじめて治療に取り掛かる。西洋においては医療の役割というのは怪我をしたり疾病になってしまった後に事後的に治療するものなのだと考えられがちである。病気を火事に喩えて言えば、中国医学が火事になりそうな危険な場所をあらかじめ点検したり、燃えそうな建材をあらかじめ不燃材にして無事に防ぐのに対し、西洋医学では火事が起きてしまってから対処しよう、という考え方である。西洋の医療ではヘルスケアはなおざりにされてきたのである。西洋医学のように発病するまで放置しておいて発病してから対処するという考え方は得策とは言えず、伝統中国医学のように、未病の段階でそれを的確に察知し、自己治癒力を高めることで早めに対処しておこうとする考え方のほうが適切であり重要である。

## 製薬業界において
製薬業界ではヘルスケアという表現は、ドリンク剤や市販薬などのカテゴリ、すなわち消費者が医師に頼らずに自分で健康を維持したり増進したりするために用いる商品群を指していることがある。